# George H. Lindsay

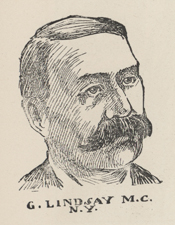
George H. Lindsay

George Henry Lindsay (* 7. Januar 1837 in New York City; † 25. Mai 1916 in Brooklyn, New York) war ein US-amerikanischer Politiker. Zwischen 1901 und 1913 vertrat er den Bundesstaat New York im US-Repräsentantenhaus.

## Werdegang
George Henry Lindsay wurde ungefähr neun Jahre vor dem Ausbruch des Mexikanisch-Amerikanischen Krieges in New York City geboren. Seine Familie zog 1843 in die damals noch eigenständige Stadt Brooklyn, wo er öffentliche Schulen besuchte. Er war dann im Immobilien- und Investmentgeschäft tätig. Zwischen 1882 und 1886 saß er in der New York State Assembly. Danach arbeitete er zwischen 1886 und 1892 als Coroner in Kings County. 1898 wurde er zum Assistant Tax Commissioner ernannt. Er nahm an verschiedenen nationalen und staatlichen Konvents teil. Politisch gehörte er der Demokratischen Partei an.
Bei den Kongresswahlen des Jahres 1900 wurde er im zweiten Wahlbezirk von New York in das US-Repräsentantenhaus in Washington, D.C. gewählt, wo er am 4. März 1901 die Nachfolge von John J. Fitzgerald antrat. Er wurde fünf Mal in Folge wiedergewählt. Da er auf eine erneute Kandidatur im Jahr 1912 verzichtete, schied er nach dem 3. März 1913 aus dem Kongress aus.
Danach zog er sich von der politischen Bühne zurück und lebte bis zu seinem Tod am 25. Mai 1916 in Brooklyn. Sein Leichnam wurde auf dem Evergreen Cemetery beigesetzt. Der Kongressabgeordnete George W. Lindsay war sein Sohn und der Kongressabgeordnete Stephen A. Rudd sein Schwiegersohn.